# Панцерфауст

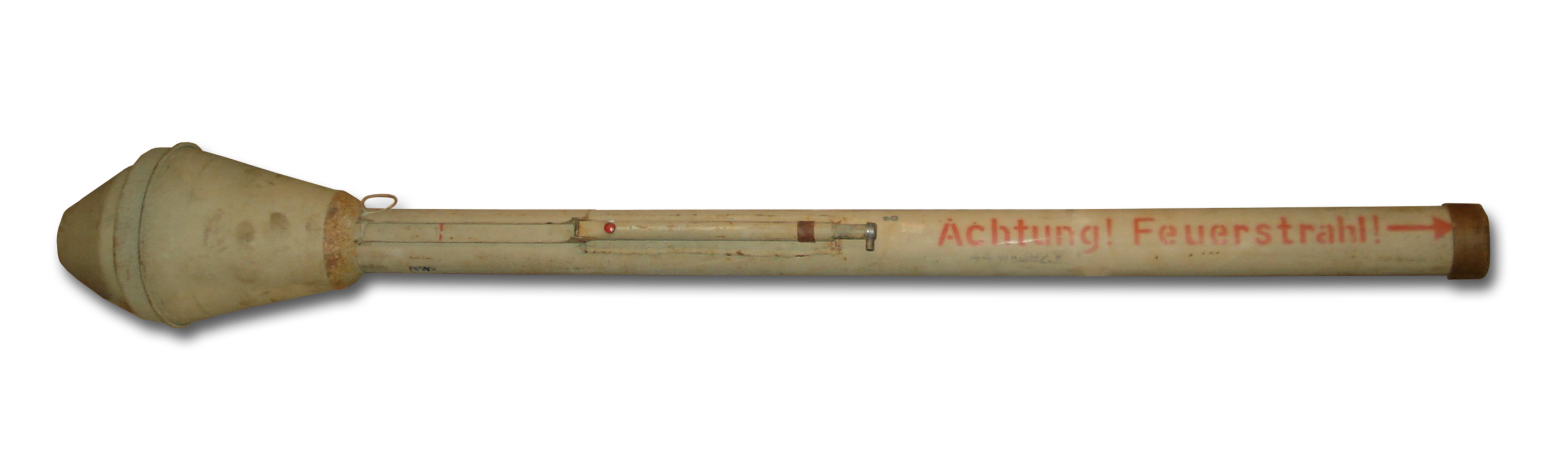

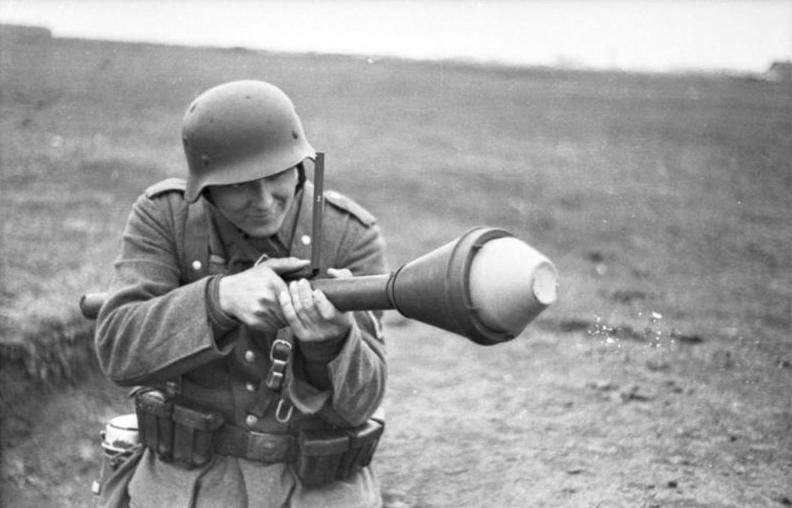
«Фаустник» вермахта

«Панцерфа́уст» (нем. Panzerfaust, «Броневой кулак») — немецкий одноразовый гранатомёт времён Второй мировой войны. Изменение первоначального названия с «Фаустпатрон» на «Панцерфауст» произошло в связи с появлением проекта зенитного гранатомёта «Люфтфауст» (прототип ПЗРК) на фирме производителе.
Безоткатное ручное оружие, стреляющее гранатой с кумулятивной боевой частью, было разработано конструкторами Лейпцигской компании HASAG — Хуго Шнайдер АГ (Hugo Schneider AG). В отличие от «Офенрора» и «Панцершрека», противотанковая граната не имела маршевого ракетного двигателя: «Панцерфауст» был основан на динамореактивном принципе, то есть весь разгоняющий пороховой заряд сгорал в трубе до вылета гранаты, аналогично «Базуке M1» и «Фаустпатрону» (однако были экспериментальные образцы противопехотной ракеты для панцерфауста). Руководил работами доктор Генрих Лангвайлер (нем. Heinrich Langweiler). В зависимости от варианта «Фаустпатрона» (калибра боевой части), его кумулятивная граната поражала стальную бронеплиту толщиной от 140 до 200 мм, а граната так и не поступившего на вооружение «Панцерфауста — 150М» пробивала стальную плиту толщиной 280—320 мм.

## Разработка и применение

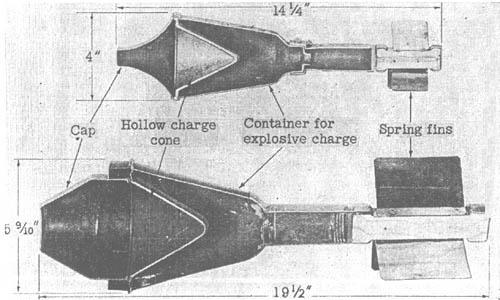
Разрез гранаты фаустпатрона и панцерфаустa

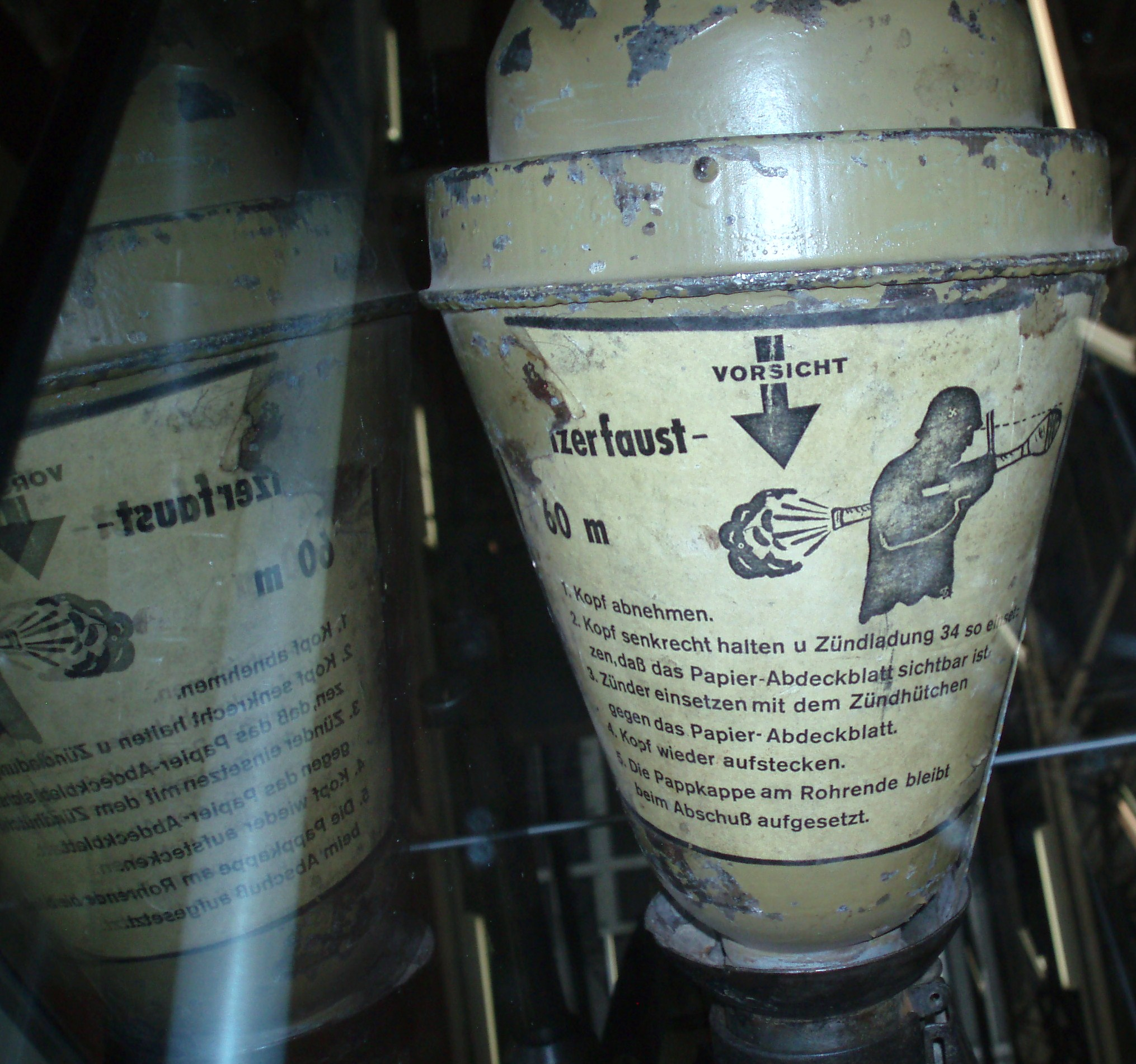
Инструкция на гранате панцерфаустa

Разработка началась в 1942 году над увеличенными образцами фаустпатрона. 
В результате был разработан панцерфауст, представляющий собой стальную трубу калибром 5 см и длиной 1 метр. Сверху располагался прицел и пускатель. Прицеливание осуществлялось совмещением прицела и верхней кромки боевой части. Внутри трубы помещался заряд дымного охотничьего пороха в картонном картузе. В первых версиях Панцерфауста метательный заряд закладывал в трубу солдат перед выстрелом. Также он снаряжал гранату поставляемым отдельно взрывателем. Впереди располагалась боевая часть калибром 15 см, массой до 3 кг и содержащая 0,8 кг взрывчатого вещества. Взрывчатое вещество представляло собой гетерогенный «сплав» порошка гексогена в тротиле. Получить настоящий сплав этих веществ невозможно — нагретый до точки плавления гексоген разлагается, поэтому в расплав тротила добавляли порошок гексогена и размешав, охлаждали. Стабильность траектории полета гранаты обеспечивалась гибким стабилизатором из четырёх перьев пружинистой стали. До выстрела перья стабилизатора находились в пусковой трубе намотанными на выточенный из дерева стержень хвостовика гранаты. При выстреле за счет упругости перья стабилизатора разворачивались и обеспечивали снаряду более или менее устойчивый полет. На первый взгляд незамысловатая конструкция отличалась завидной функциональностью: продолговатый носовой обтекатель не только придавал мине аэродинамическую форму, при ударе о броню он, сминаясь, снижал вероятность рикошета, давал время сработать инерционному взрывателю.
Взрыв снаряда «не в фокусе» вызывал появление на броне пологой выемки — «ведьмин засос» на фронтовом языке.

Панцерфауст на плече у фольксштурмиста из гитлерюгенда на параде весной 1945 в Берлине

На трубе наносилась красная надпись на немецком: «Achtung! Feuerstrahl!» («Внимание! Огненная струя!»), предупреждающая солдат не стоять позади стреляющего. Действие реактивной струи являлось опасным для человека на расстоянии до 3 метров позади заднего среза пусковой трубы. По инструкции позади стреляющего должно быть 10 метров свободного пространства. Как и фаустпатрон, панцерфауст был одноразовым. Граната пробивала стальную бронеплиту толщиной до 200 мм, чего с большим запасом хватало для поражения в лоб мощнейшего танка антигитлеровской коалиции — ИС-2.
В городских условиях ведения боя небольшая дистанция позволила использовать оружие с высокой (хотя впоследствии и сильно преувеличенной) эффективностью, что было особенно заметно в битве за Берлин. Простота оружия позволяла изготавливать его даже в условиях осажденного города и немедленно передавать в руки обороняющихся. Использование панцерфауста не требовало высокой выучки для военнослужащего, поэтому в конце войны с ним легко управлялись как пожилые фольксштурмисты, так и молодёжь из гитлерюгенда.
Множество панцерфаустов было поставлено в Финляндию в качестве противотанкового оружия против советских танков.
Образцы трофейных «фаустпатронов» (так солдаты союзнических войск ошибочно называли и панцерфаусты, и фаустпатроны) использовались солдатами Советской армии, а позднее и ВПК СССР при разработке первого отечественного гранатомета РПГ-2.

## Варианты
| Вариант         | Масса оружия, кг | Масса метательного заряда, г | Калибр головной части, мм | Максимальная скорость гранаты, м/с | Эффективная дальность стрельбы, м | Бронепробиваемость, мм |
| --------------- | ---------------- | ---------------------------- | ------------------------- | ---------------------------------- | --------------------------------- | ---------------------- |
| Фаустпатрон 30  | 2,7—3,2          | 70                           | 100                       | 28                                 | 30                                | 140                    |
| Панцерфауст 30  | 6,9              | 95—100                       | 149                       | 30                                 | 30                                | 200                    |
| Панцерфауст 60  | 8,5              | 120—134                      | 149                       | 45                                 | 60                                | 200                    |
| Панцерфауст 100 | 9,4              | 190—200                      | 149                       | 60                                 | 100                               | 200                    |
| Панцерфауст 150 | 6,5              | 100                          | 106                       | 85                                 | 150                               | 280—320                |

### Панцерфауст 30

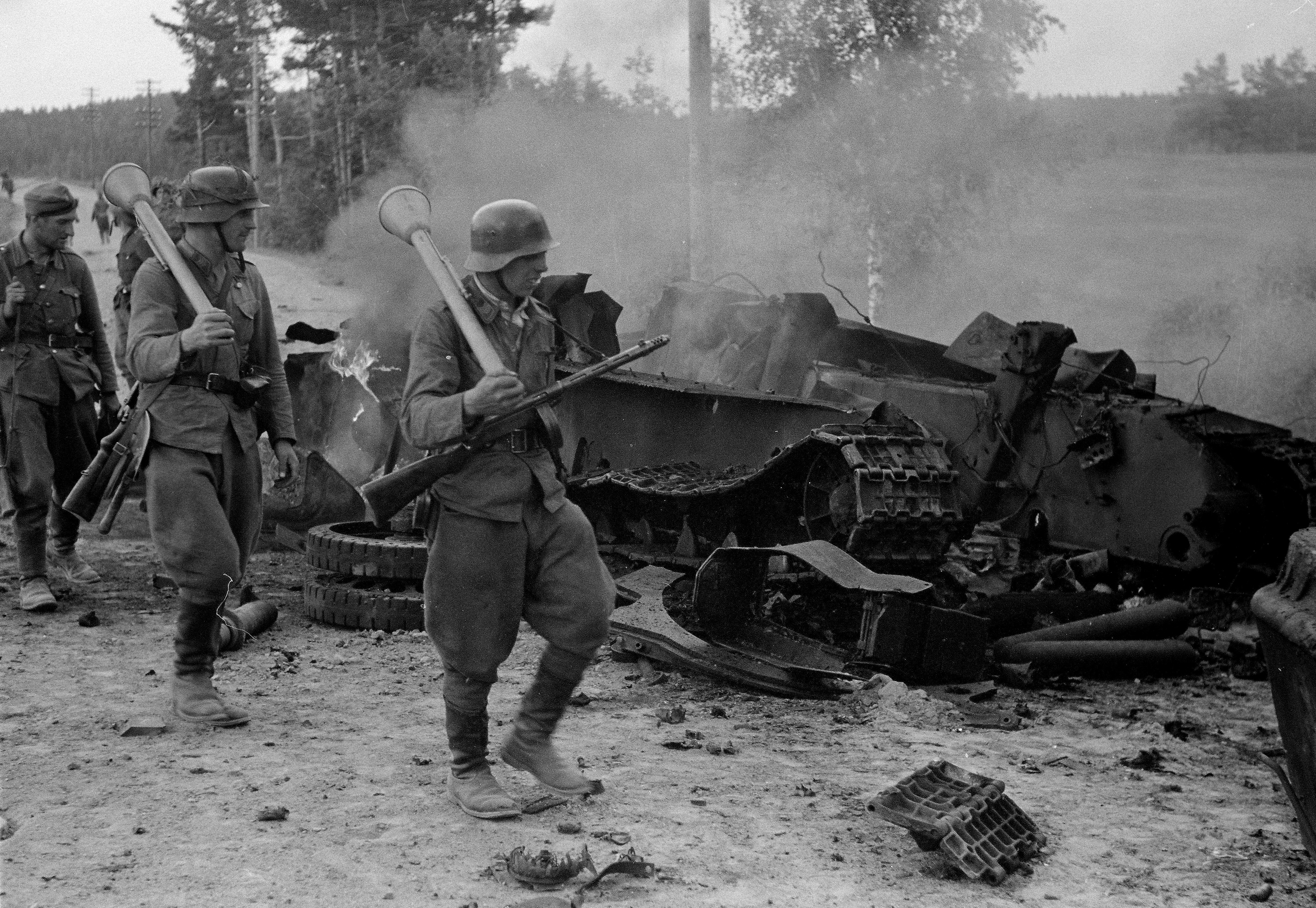
Финские солдаты с Панцерфаустами в сражении при Тали-Ихантала. Фотография из архива Сил обороны Финляндии (SA-kuva)

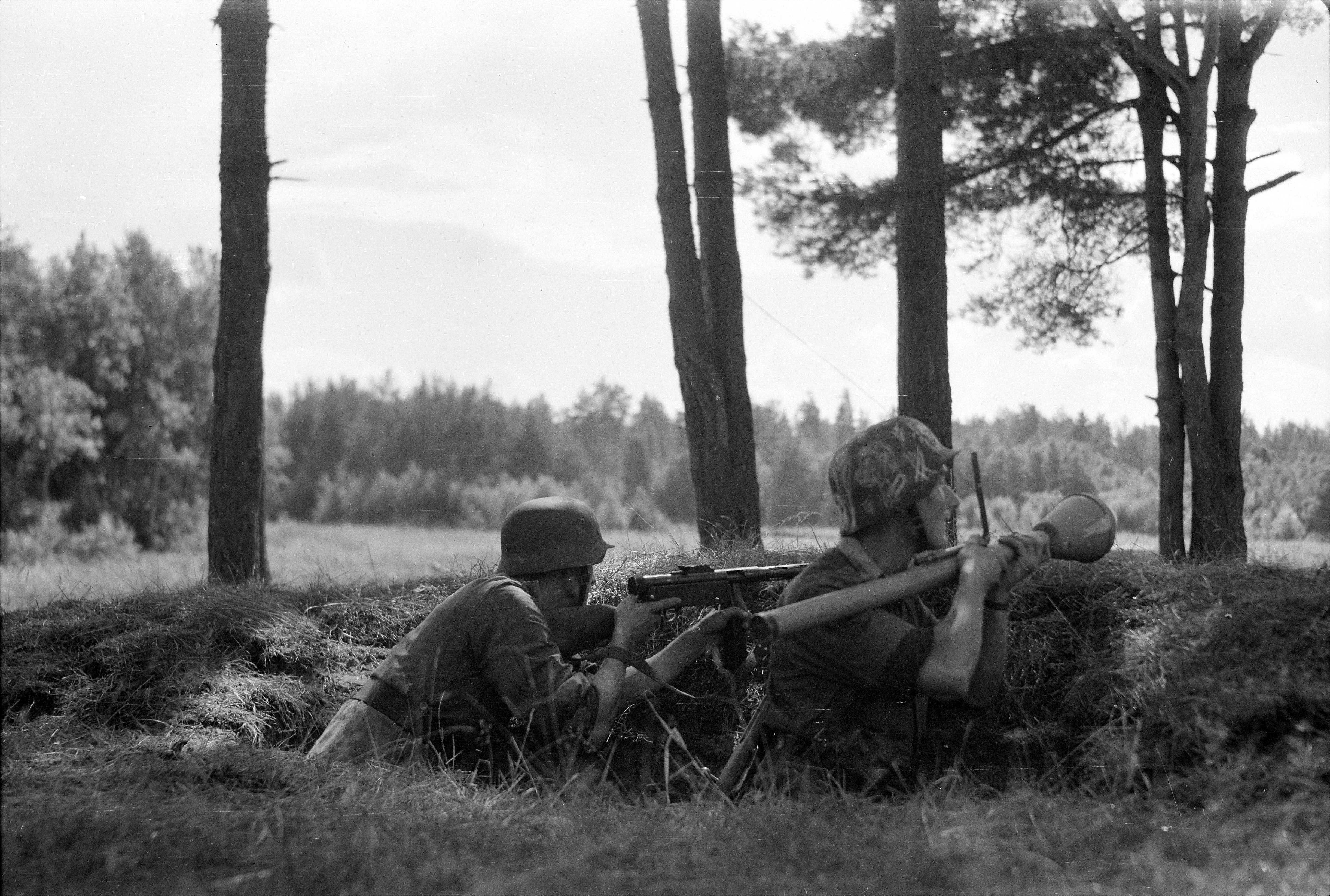
Использование оружия фаустниками

Самым первым вариантом оружия стал «Панцерфауст 30», опытная партия которых была выпущена в августе 1943 года. Индекс 30 в обозначении оружия относится к номинальной эффективной дальности стрельбы в метрах. Масса полностью собранного оружия составляла 5,1 кг. По некоторым данным первое применение на Восточном фронте можно отнести к ноябрю 1943 года.

### Панцерфауст 60
Это наиболее распространённая модификация, производство которой началось в августе 1944 года. Дистанция стрельбы увеличена до 60 метров, для чего диаметр пусковой трубы увеличен с 44 до 50 мм, а масса метательного заряда увеличена до 134 г. Также был улучшен стреляющий механизм. Масса оружия увеличилась до 6,1 кг.

### Панцерфауст 100
Это последняя массовая модификация оружия, поступавшая в войска с ноября 1944 года. Номинальная дальность стрельбы увеличена до 100 метров. Диаметр трубы был снова увеличен до 60 мм. На прицеле нанесены отверстия с люминесцентными отметками на 30, 60, 80 и 100 метров.

### Панцерфауст 150 и 250
«Панцерфауст 150» был выпущен ограниченной серией в самом конце войны. Изменения затронули головную часть, а заряд был разделён на две части, что увеличило скорость гранаты до 85 м/с и пробивную способность. Пусковую трубу можно было использовать повторно до десяти раз.
«Панцерфауст 250» планировался к выпуску в сентябре 1945 года, но разработка его так и не была завершена.

### Модификации зарядной части гранаты панцерфауста

#### С противопехотной ракетой
Один из проектов позволял использовать его как противопехотное оружие: в комплект входила небольшая ракета, Kleinrakete zur Infanteriebekampfung («небольшая ракета для поражения пехоты»), длина боевой части 245 мм, диаметр 76 мм. Было изготовлено несколько образцов этой конструкции, испытания которой показали, что дальность действия была такой же как и у винтовочных гранат.

#### С увеличенным осколочным эффектом
В конце 1944 года в «панцерфаусте 150» использовался боеприпас со «шрапнельными кольцами» (нем. Splitterringe), имеющими насечки, как у ручных гранат, для увеличения осколочного эффекта. Такая граната одновременно поражала и танк, и пехоту противника, часто располагающуюся на броне.

#### «Шрапнельный кулак»
Другая разработка была Schrappnellfaust («шрапнельный кулак»), в отличие от панцерфауста был перезаряжаемым, также предназначенным для поражения пехоты. «Шрапнельный кулак» имел массу 8 кг и максимальную дальность действия 400 метров.

#### «Улучшенный броневой кулак»
В январе 1945 года для панцерфауста была разработана новая боевая часть под названием Verbesserte Panzerfaust («улучшенный броневой кулак»). У этой модификации диаметр трубы был 160 мм с изменяемым расстоянием детонации. Данные об использовании этого варианта вермахтом отсутствуют.

#### С упрощённым в изготовлении зарядом
В феврале 1945 года был разработан кумулятивный заряд из взрывчатки, получившей название «nipolite». Было существенно упрощено изготовление такого заряда, потому что для него не требовался металлический корпус, можно было вытачивать боеголовку прямо на токарном станке. Производство этой модификации панцерфауста не было начато из-за окончания войны.
Во время холодной войны для бундесвера был разработан и использовался принципиально новый реактивный гранатомёт под названием «Панцерфауст 3».

## См. также

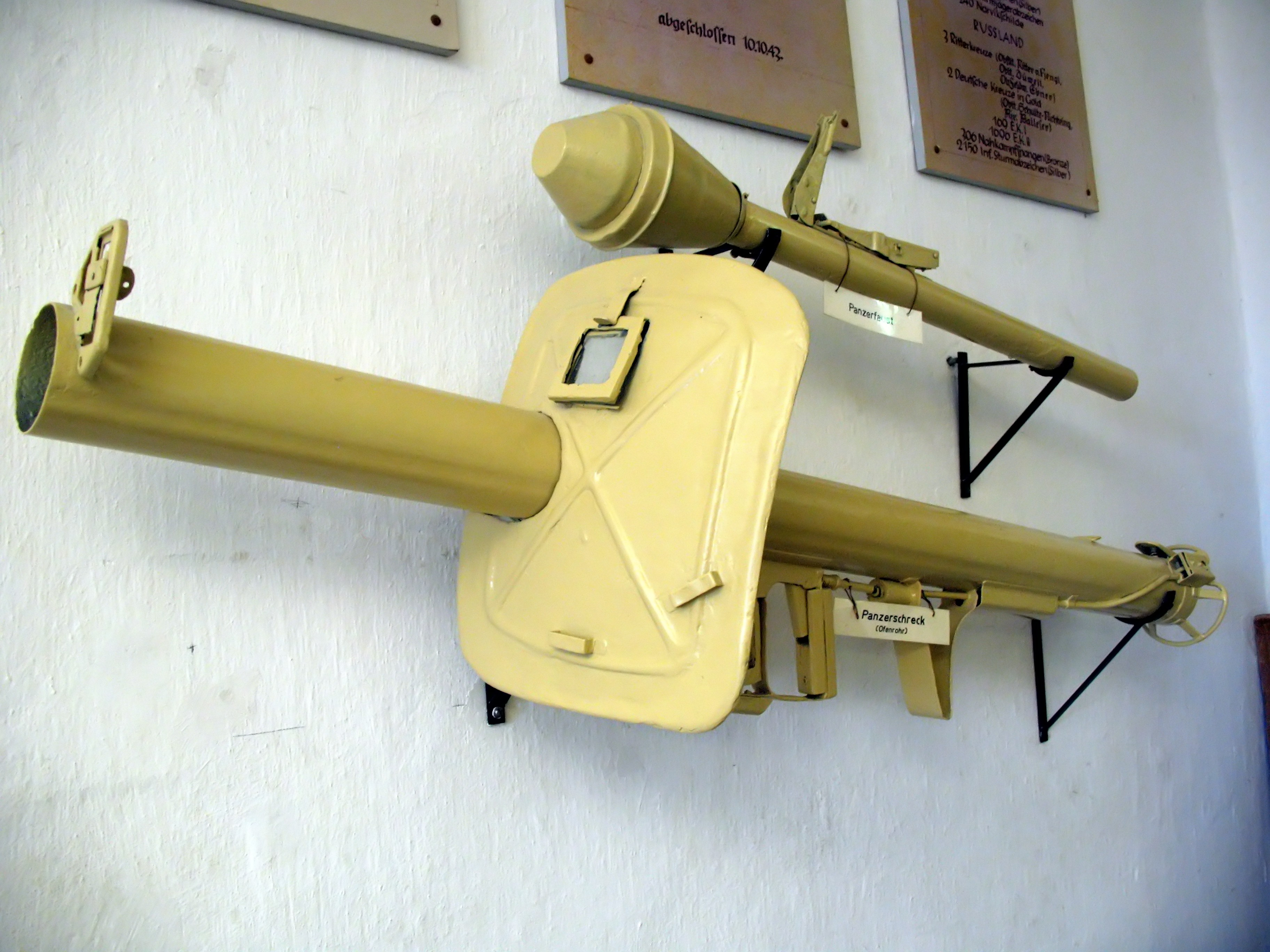
«Панцершрек» и «Панцерфауст»

## Оценка советских специалистов и военачальников
Не могу не отметить такого прискорбного факта, что наши войска были довольно плохо обеспечены таким, например, оружием, каким являлся у немцев фаустпатрон. А ведь он прекрасно зарекомендовал себя в противотанковой борьбе. <…> В ГАУ не нашлось активных сторонников таких средств борьбы, как фаустпатрон. Считалось, что коль скоро в войсках из-за малой дальности не пользуется популярностью даже 50-мм миномёт, то зачем, дескать, создавать наряду с ПТР ещё какое-то средство ближнего боя. К тому же, мол, есть и противотанковые гранаты.— Из воспоминаний Н. Д. Яковлева, в 1940-е годы начальника Главного артиллерийского управления НКО КА, маршала артиллерии

Я не могу согласиться с тем, что фаустпатрон являлся препятствием для танковых войск. Я считаю, что это переоценка фаустпатрона в Берлинской операции. Почему? Фаустпатрон находился в руках необученного, морально, физически и военно не подготовленного солдата германской армии фольксштурма, и поэтому он не являлся таким грозным оружием для нашего советского непревзойденного танка «Т-34». Во время наступления я очень серьёзно разговаривал со своими командирами корпусов, командирами бригад, личным составом и выяснил, что фаустпатрон являлся жупелом, которого иногда группы или отдельные танки боялись, но повторяю, что в Берлинской операции фаустпатрон не являлся таким страшным оружием, как представляют некоторые.
— С. И. Богданов, маршал бронетанковых войск, командующий 2-й гвардейской танковой армией

Я ещё раз хочу особенно подчеркнуть на этой конференции большую роль, которую сыграло оружие противника, — это фаустпатроны. 8-я гв. армия, бойцы и командиры, были влюблены в эти фаустпатроны, воровали их друг у друга и с успехом их использовали — эффективно. Если не фаустпатрон, то давайте назовем его Иван-патрон, лишь бы у нас поскорей он был.— Из выступления командующего 8-й гвардейской армией генерал-полковника В.И. Чуйкова